# Eagle Automobile Company (New York)
Eagle Automobile Company war ein US-amerikanischer Hersteller von Automobilen aus dem Bundesstaat New York.

## Unternehmensgeschichte
Das Unternehmen wurde 1905 in Buffalo gegründet. Im gleichen Jahr begann die Produktion von Automobilen. Der Markenname lautete Eagle. Noch 1905 endete die Produktion.

## Fahrzeuge
Das Model A hatte einen luftgekühlten Zweizylindermotor mit 12 PS Leistung. Er trieb über Ketten die Hinterachse an. Der Aufbau war offen. Eine Quelle nennt einen Tourenwagen mit fünf Sitzen, eine andere einen Tonneau mit Heckeinstieg.
Das Model B hatte einen Vierzylindermotor, der 24 PS leistete. Auch dieser Motor war luftgekühlt. Der Kettenantrieb wurde beibehalten. Dieses Modell war als fünfsitziger Tourenwagen karosseriert.

## Modellübersicht
| Jahr | Modell  | Zylinder | Leistung (PS) | Aufbau                            |
| ---- | ------- | -------- | ------------- | --------------------------------- |
| 1905 | Model A | 2        | 12            | Tourenwagen 5-sitzig oder Tonneau |
| 1905 | Model B | 4        | 24            | Tourenwagen 5-sitzig              |

## Übersicht über Pkw-Marken aus den USA, die mitEaglebeginnen
| Marke          | Hersteller                            | Vermarktungsbeginn | Vermarktungsende | Ort, Bundesstaat      |
| -------------- | ------------------------------------- | ------------------ | ---------------- | --------------------- |
| Eagle          | Eagle Automobile Company (New York)   | 1905               | 1905             | Buffalo, New York     |
| Eagle          | Eagle Automobile Company (New Jersey) | 1905               | 1907             | Rahway, New Jersey    |
| Eagle          | Eagle Motor Carriage Company          | 1908               | 1908             | Elmira, New York      |
| Eagle          | Eagle Automobile Company (Missouri)   | 1909               | 1909             | St. Louis, Missouri   |
| Eagle          | Eagle-Macomber Motor Car Company      | 1914               | 1915             | Chicago, Illinois     |
| Eagle          | Eagle Electric Automobile Company     | 1915               | 1916             | Detroit, Michigan     |
| Eagle          | Durant Motors                         | 1923               | 1924             | Lansing, Michigan     |
| Eagle          | Eagle Manufacturing                   | 1978               | 1984             | Campbell, Kalifornien |
| Eagle          | Eagle Coach Work                      | 1980               | 2001             | Amherst, New York     |
| Eagle          | Eagle (US-amerikanische Automarke)    | 1987               | 1998             | Detroit, Michigan     |
| Eagle-Macomber | Eagle-Macomber Motor Car Company      | 1916               | 1918             | Sandusky, Ohio        |